# 仲本工事
仲本 工事（なかもと こうじ、1941年〈昭和16年〉7月5日 - 2022年〈令和4年〉10月19日）は、日本のコメディアン、ミュージシャン（ギタリスト）。ザ・ドリフターズのメンバー。バンドでの担当はボーカルとギター。ドリフから派生したこぶ茶バンドメンバーとしても活動した。生前は渡辺プロダクション→イザワオフィスに所属して、同じザ・ドリフターズメンバーで既に故人となっているいかりや長介、志村けんと同様に没後もイザワオフィス所属となっている。本名は仲本 興喜（なかもと こうき）。
当初は「仲 こうじ」「仲本 こうじ」「仲本 コージ」を名乗っていた。ドリフ映画での呼び名は「メガネ」。俳優としても活動したほか、2020年からはYouTuberとしても活動していた。

## 来歴

### 生い立ち
1941年7月5日、東京府東京市日本橋区に生まれる。生誕地、出身地については、山下武『大正テレビ寄席の芸人たち』（東京堂出版、2001年）のp.243には「東京・日本橋の靴屋の倅」と記載され、死去時のwithnews記事では日本橋で生誕後に3歳で恵比寿に転居したとされる。両親は父・興徳（1901年 - 1974年）と母・静江（1921年 - 2011年、居酒屋経営者）で、ともに沖縄県出身だった。父は靴職人を務め、後に白金に店を開いた。
渋谷区立鉢山中学校では当初野球部に入ったが帰宅が遅くなるという理由で断念し、2年生の時に設けられた体操部に入ると3年生では区の大会で個人総合優勝した。また誕生プレゼントとして贈られたギターを独学で奏でるようになる。東京都立青山高等学校でも体操部員となり、都の新人戦に個人総合4位の成績を残した。勉学では300~370人中7番の秀才で、将来は弁護士になることを志望していた。
同級生に俳優の橋爪功（ただし橋爪は転入生）、二期上には落語家の10代目柳家小三治がいた。

### 大学時代
入学した学習院大学には体操部がなく、弁護士志望は司法試験の内容を知って断念した。その後、音楽の道に踏み込む。前記の通り独学でギターを弾きこなし歌も得意だった。たまたま友達に誘われてジャズ喫茶に行った時に、何か歌えよと言われて飛び入りで歌った事が気に入れられて「クレイジー・ウエスト」に加入。同バンドのドラムには加藤茶がいた。その後、ジェリー藤尾率いるジャズバンド「ジェリー藤尾とパップ・コーンズ」のセカンドシンガーのオーディションを受け合格し（約20人中唯一）メンバーになった。この時のバンジョー奏者に高木智之（後の高木ブー）がいた。
午前は大学、午後はジャズ喫茶という生活を送ったが、父親からは芸能界入りを反対されており、1964年には商工会議所への就職を決めていた。そんな折に高木からいかりや長介を紹介される。

### ドリフターズ加入
高木の誘いにより1965年ドリフターズに加入。高木は、リーダーのいかりや長介に紹介するギタリストを仲本にするか、同じバンド仲間の青木健にするか少し悩んだが、いかりやがあまりに急いでいたため、すぐ連絡が取れた仲本に声をかけたと述べている。前記の通り父が芸能の道に進むことを反対していたことから、いかりやが説得してメンバーとなった。
1966年、日本武道館で開催されたビートルズ日本公演の前座としてドリフがステージに上がり、『ロング・トール・サリー』（邦題：『のっぽのサリー』）を仲本のリードボーカルで演奏した。
1969年10月、ドリフをメインに据えた国民的バラエティ番組『8時だョ!全員集合』がスタート。仲本もメンバーとしてグループの中枢を支える。
1974年9月、父の興徳が胃潰瘍で死去。
1976年2月19日、10年間交際していたハワイアン歌手の山北紀子と結婚、軽井沢で結婚式を挙げた。
1976年4月7日にスター千一夜で自らの結婚特集を他のメンバーとともに行った、翌日にもスターどっきり（秘）報告で特集されている。
1981年、競馬のノミ行為が発覚し、志村けんとともに書類送検された。志村に比べて賭け金が大きかった事から、『全員集合』のプロデューサーだった居作昌果共々競馬法違反で略式起訴され、罰金刑を受けた。この事件は当時の新聞の社会面やトップを飾り（朝日新聞の見出しは『ノミ馬券だョ!全員集合』）、仲本と志村は以降しばらく『全員集合』をはじめとするテレビ出演を見合わせ、ドリフ全員で出演していた永谷園のふりかけのテレビCMも、仲本と志村を除く3人のみのバージョンに差し替えられるなど、芸能活動を1か月半自粛した。7月25日放送の『全員集合』での学校コントでは、仲本自身がこの件に関連したネタを披露する場面があった。なお、いかりやも一緒に関わっていたにもかかわらず、実際に摘発されたのは仲本、志村の2人だったという。
1982年、妻の紀子が心不全で亡くなる。1985年『全員集合』が終了した。

### 全員集合終了後
俳優としての活動を展開し、1990年、水戸黄門第19部で左甚五郎役を演じる。1991年、7月、連れ子の娘が一人いた美恵と再婚、1男1女を儲ける。
1997年4月から6月にかけてフジテレビ系で放送されたドラマ『総理と呼ばないで』で官房事務副長官役を演じる。2002年にはSMAPの稲垣吾郎とANAのテレビCM「超割（神様編）」で共演し、2003年6月には明治乳業「VAAM」のテレビCMで高橋尚子・高木ブーと共演する。2004年にはサザンハリケーン（学習院大学の後輩）のCDジャケットに、2006年にはRAG FAIRのアルバム『オクリモノ』のテレビCMにも登場した。
2006年6月、所属事務所を通じて、美恵と2004年に離婚していたことを発表した。
2012年7月、27歳下の歌手・三代純歌と3度目の結婚(事実婚)を発表。7月14日に新高輪プリンスホテル「飛天」で披露宴を行った。仲本が三代の楽曲『恋待ちつぼみ』のプロデュースをしたことがきっかけとなり、2006年頃から交際を開始。2008年にはデュエット曲『この街で』を発表している。
2020年9月21日、YouTubeを始めること、Twitterを始めることを発表した。同日は母の誕生日で、その日に合わせての発表になった。
同年3月にドリフターズのメンバーであった志村けんが新型コロナウイルス感染症により死去し、その後に行われた志村を偲ぶ行事にメンバーとともにしばしば参加しており、後述の事故4日前の群馬県高崎市の高崎タカシマヤで行われていた「志村けんの大爆笑展」でのイベントに高木ブーと参加したのが生前最後の仕事となった。
週刊新潮2022年10月20日号に娘が仲本の家が不衛生な状態でペットの飼育をしていると話した。

### 交通事故死
2022年10月18日午前9時12分頃、仲本は横浜市西区浅間町5丁目の信号機がなく歩行者横断禁止となっている交差点を横断中、73歳の男性が運転するワンボックスカーにはねられ頭などを強く打つ重傷を負った。事故直後は頭部や顔面からの出血が多く、意識が朦朧として受け答えが出来る状態ではなかった。仲本は横浜市内の病院に救急搬送され、緊急手術など集中治療を受けた。事故の急報を受けて仲本の内縁の妻の純歌や事務所関係者が病院に駆け付け、さらには高木と加藤のほか、仲本夫妻と親交のあった渡部絵美も面会のために病院を訪れている。術後の容体は最後まで意識が戻ることなく、翌10月19日午後10時22分、交通事故による急性硬膜下血腫のため横浜市内の病院で死去した。81歳没。最期は妻の純歌、娘、事務所のチーフマネージャーに看取られたという。22日に仲本の通夜、23日に告別式が近親者のみで執り行われ、その後、都内の桐ヶ谷斎場で荼毘に付された。告別式には喪主の仲本の長男をはじめ、事実婚の妻・純歌とその知人、高木とその娘、加藤夫妻、いかりやの長女であるまゆみ、志村の長兄である知之らが参加した。
仲本は同年11月、東京芸術劇場での舞台に出演する予定になっていた。仲本の死去を受け、BSフジで日曜夜に放送している『ドリフ大爆笑』は仲本を追悼するテロップを掲出することとなった。また配信番組である『もリフのじかん』も、10月23日分については中止すると発表した。
高木によると、仲本には初孫が生まれたばかりだったという。
日本テレビの石澤顕社長は「残念でならないということに尽きます」と追悼した。

## 人物・エピソード
- 中学校時代、担任が体操の先生であったことがきっかけで体操をはじめる。渋谷区の大会で団体優勝。高校1年の時には東京都の新人戦で個人総合4位。その後も体操選手として活躍し、ドリフターズのメンバーとなった後も『8時だョ!全員集合』の体操コーナー等で披露していた。また中学生時代の同級生兼バンド仲間に、後にスリーファンキーズのリーダーとして有名になった長沢純がいた[31]。
- 「仲本は若くしてジェリーさんのセカンドを務めるだけあって、確かに歌は上手かった」と高木は述べている[32]。
- 芸名の由来は以下に記す二説があり、どちらが正しいかは不明。
  - ドリフ加入後、渡辺プロダクションの先輩にあたるハナ肇に「いつも怪我をしていたのと工事の時は水を使うので『仲本工事』」と名付けられた[33]。当時は水にちなんだ芸名は縁起が良いとされていた[34]。
  - 仲本自身が本名の「興喜(こうき)」をあまり好きではなかったため「コージ」と名乗っていたところ、ハナに「こうじはそのままでよい、その代わり道路工事の工事としなさい」と言われた[35]。
- 仲本といかりやのコンビによる『ばか兄弟』のコントや、サイレントムービーの単独コントのパロディは、仲本のみならずドリフターズの全コントの中でも評価が高く、発売されているDVDにも収録された。『8時だョ!全員集合』では生放送で3分ほどの1人コントを演じることもあった。体を張ったズッコケなどのリアクション芸も見せる。
- ドリフのステージで着用している黒ぶちの眼鏡は伊達眼鏡である（コンタクトを装用した上でかけている）[36]。若いころは両眼とも視力2.0だった。当初、眼鏡をかけていなかったが黒縁メガネをかけていた綱木文夫が辞めてからかけるようになった[37]。

- コントでは「要領のいい、リーダーに媚を売る役」、「内心、何を考えているのか分からない役」を演じることが多い。また、得意の床運動（マット体操）を用いた軽快な身のこなしで、いかりやのツッコミを華麗に受け流すコント芸も有名。
- いかりやの著書によれば、実はネタ作りやギャグの才能もあったが、どうすればもっと面白くなるかということに全く興味を示さず、やる気のなさから埋もれていたという。1970年に加藤が交通事故を起こして『全員集合』を謹慎した際には、仲本が加藤の代役としていじられ役を器用にこなし、番組の視聴率30％台維持に貢献した。
- 『ドリフ大爆笑』でのお葬式コントの収録中、棺に入った遺体を演じていた際に白装束の頭に天冠（三角の白布）を付けた姿のまま眠ってしまい、台本では「死んだ仲本が起き上がってくる」ことになっていたが、聞こえてくる寝息に気付いたいかりやと小松政夫がおもしろがりそれがNGにならず実際の放送で使われた。
- 渋谷センター街で「仲本工事の店 居酒屋 名なし」を経営していた（仲本の母が店を切り盛りしていた）が、2005年に閉店した。2017年には東京都目黒区で居酒屋「仲本家JUNKAの台所」を経営していた[38]。
- 菓子メーカー「ロッテ」の企業コピーである「お口の恋人」は、仲本の母が考案、応募し採用されたもの[39]である。
- 2006年7月13日、高知県内のパチンコ店で財布を落としたが、盗まれたと思い被害届を提出。その後、財布を拾った男性が高知南警察署に届け、同日手元に戻った。
- 2016年には、同じ高知県内のテレビ局、テレビ高知の『歌って走ってキャラバンバン』の決勝大会のゲストとして妻の三代純歌とともに出演した。同大会はこの年が最後の大会だった。
- 晩年は俳優としての活動が多かった。またライブハウスでソロライブを行うなど、音楽活動も精力的に行っていた。
- 日本司会芸能協会特別賛助会員。
- 沖縄で活動するミュージシャン仲本興次（マーニンネーラン・バンドのドラマー、日本芸術専門学校特別講師）は従兄弟[40]である。

## ギャグ
- 「コ・マ・オ・ク・リ・モ・デ・キ・マ・ス・ヨ」（松下電器のビデオデッキ「マックロード」のCM）
- じゃんけん決闘（志村とのペア） ※これにより、「最初はグー」が生まれ、全国的に広まったが、仲本ではなく志村の考案によるものである。
- ばか兄弟（いかりやとのペア）
- 「加藤（仲本）さん、○○されましたなぁ」「いや〜、参った参った!」（加藤とのペア。後ろを向きながら自分の後頭部を軽く叩く。初期はこの後に荒井注が「私も○○されましたなぁ、いや〜、参った参った」と言おうとしていかりやに「おまえはいい!」と突っ込まれるパターンがウケた）
- 「二度としません。三度します。」（『8時だョ!全員集合』の学校コントより）
- 「おおブレネリ、わたしのおうちはどこ」

## 出演

### テレビドラマ
- 遠山の金さんII（1985年 - 1986年、テレビ朝日） - 南町奉行所同心・平目銀次郎 役
- ふたたびの街（1986年8月6日、NHK） - 谷田さん 役
- アナウンサーぷっつん物語（1987年、フジテレビ） - 「MONDAY60」プロデューサー 役
- 傑作時代劇 かるわざ剣法 恋も抜き打ち素浪人（1987年、テレビ朝日・東映） - 駒助 役
- 海岸物語 昔みたいに…（1988年、TBSテレビ） - 大杉謙介 役
- ウルトラマンをつくった男たち 星の林に月の舟（1988年、TBSテレビ） - 円谷プロ支配人・川島 役
- 水戸黄門第19部 第25話「大工修行で悪退治 -松本-」 （1990年3月19日、TBS / C.A.L） - 左甚五郎 役
- 日本一のカッ飛び男 第1話「会いたかったぜ!」（1990年、フジテレビ）
- 世にも奇妙な物語（フジテレビ）
  - 1992年 春の特別編「奇遇」（1992年4月9日）
  - 1995年 秋の特別編「23歳の老人」（1995年10月4日）
- 愛しの刑事 第17話「殉職! 先輩デカへの恩返し」（1993年、テレビ朝日）
- If もしも第5話「セールスマンの大災難・不幸を呼ぶのは右手か左手か」（1993年、フジテレビ）
- はぐれ刑事純情派（テレビ朝日）
  - 第8シリーズ 第22話「消えたスーツケース・女装の男」（1995年9月6日）
  - 第10シリーズ 第2話「男が産休…!? 迫られた人妻」（1997年4月9日）
  - 第11シリーズ 第1話SP「無差別に襲われた女・連続通り魔！父が家庭を捨てた!?」（1998年4月1日） - 望月真一 役
  - 第17シリーズ 第1話「能登和倉温泉に甦る親子愛…疑惑の再会」（2004年7月7日） - 本多孝弘 役
  - 第17シリーズ 第2話「能登和倉温泉に引き裂かれた親子愛の謎！」（2004年7月14日）
- 土曜ワイド劇場 俺たちの世直し強盗（1997年、テレビ朝日） - 署長 役
- 総理と呼ばないで（1997年、フジテレビ） - 内閣官房副長官（事務） 役
- 税務調査官・窓際太郎の事件簿3 （1999年）- 中井健二（浪江の次男）役
- 愛の劇場（TBSテレビ・共同テレビ）
  - ラブ&ファイト（2001年） - 真比留野譲司 役
  - 太陽と雪のかけら（2002年） - 松田貫一 役
- 月曜ミステリー劇場（TBSテレビ）
  - 「おばさん会長・紫の犯罪清掃日記!ゴミは殺しを知っている4」（2003年） - 金山武雄 役
- 火曜サスペンス劇場 警部補 佃次郎21（2005年、日本テレビ） - 鵜沢良助 役
- 金曜ナイトドラマ アンナさんのおまめ 第5話（2006年、テレビ朝日） - 坂上次郎 役
- 三日遅れのハッピーニューイヤー!（2007年、TBSテレビ） - 大黒恵三 役
- 鬼嫁日記 いい湯だな 第5話（2007年、関西テレビ） - 安岡正樹（レストランチェーン・ペリーズのフランチャイズ詐欺犯） 役
- 月曜ゴールデン（TBSテレビ）
  - 万引きGメン・二階堂雪15（2007年） - 万引き犯 役
  - 捜し屋★諸星光介が走る!7（2014年8月11日） - 鈴木宏 役
  - 新 法廷荒らし 猪狩文助〜終の棲家〜（2015年3月16日） - 山谷春男 役
- 白と黒（2008年、東海テレビ） - 篠塚 役
- 水曜ミステリー9 （テレビ東京）
  - 「事件記者 浦上伸介5」（2007年） - 薮谷剛 役
  - 「銀座高級クラブママ青山みゆき3」（2008年） - 小松崎一郎 役
  - 「作家探偵・山村美紗2」（2012年12月19日） - 糸宮忠夫 役
- スクラップ・ティーチャー〜教師再生〜（2008年10月 - 12月、日本テレビ） - ジョン崎田 役
- ドラマスペシャル 名古屋やっとかめ探偵団（2010年6月20日、東海テレビ） - 堀井 役
- 崖っぷちのエリー〜この世でいちばん大事な「カネ」の話（2010年7月、テレビ朝日・朝日放送） - 店長（キャバクラ） 役
- 金曜プレステージ 医療捜査官 財前一二三（2011年5月13日、フジテレビ） - 松永 役
- 年末ドラマスペシャル 刑事吉永誠一 ファイル（2016年12月28日、テレビ東京） - 辺見慎介 役
- 警視庁ゼロ係〜生活安全課なんでも相談室〜（2018年8月31日、テレビ東京） - 仲本工一 役
- ひとりキャンプで食って寝る 第11話（2019年12月28日、テレビ東京） - 剛田巌 役
- 日曜劇場 テセウスの船 第2・7・10話（2020年1月 - 3月、TBSテレビ） - 田中義男 役
- 僕はどこから 第7・8・10話（2020年2月 - 3月、テレビ東京） - 園長 役
- 新!少年探偵団『怪人二十面相』（2021年3月23日、NHK BSプレミアム） - 北小路博士 役

### ワイドショー
- 午後は○○おもいッきりテレビ（日本テレビ）− コメンテーター

### 舞台
- 恍惚の人（1988年7月4日 - 8月31日、芸術座、いかりや長介とも共演[5][41][42]）
- ミュージカル 「ドラゴンクエスト」（1992年8月1日 - 25日、南座） - 武器屋トルネコ 役
- 二十四の瞳（1994年8月2日 - 26日・2003年8月1日 - 24日[注 2]、御園座）
- 少年H（1999年8月4日 - 16日、新国立劇場中劇場、8月21日 - 29日、梅田芸術劇場シアター・ドラマシティ） - 羽田野のおじさん 役
- おんなの花時計（2007年5月10日 - 24日）
- 妻への詫び状 星野哲郎物語（2006年3月9日 - 22日、三越劇場）
- 天童よしみ特別公演（2006年5月1日 - 26日、御園座）

### 映画
- YAWARA!（1989年、東宝） - 鴨田 役
- ナマタマゴ（2001年、つんくタウンFILMS）
- 寝ても覚めても（2018年、ビターズ・エンド、エレファントハウス） - 平川 役

### Vシネマ
- 難波金融伝 ミナミの帝王 「非情のライセンス」（2000年、ケイエスエス）

### テレビCM
- 松下電器産業（現：パナソニック） マックロード
- 太田胃散
- ジョンソン カビキラー
- 三菱重工 ビーバーエアコン - 観月ありさ、高木ブーと共演。
- ケーズデンキ
- 国民健康保険 「国保だよ!全員収めよう」 - 川満アンリと共演。（沖縄限定）
- キュートーシステム（旧：給湯システムネットワーク） - 小野寺昭、三代純歌と共演。
- サントリー BOSSシルキーブラック - 「シルキーブラックオーケストラ」という架空の楽団の一員として松田聖子らと共演。
- サントリー 伊右衛門（2018年）[43]

### 楽曲
ザ・ドリフターズ、こぶ茶バンドとしての活動は各項目を参照。
- この街で（2008年6月4日） c/w:白いブランコ　真夜中のギター ※全曲三代純歌とのデュエット
- 持病の歌〜ぼくには夢がある 希望がある〜（2013年7月3日） c/w:こんにちは私の奥さん ※三代純歌とのデュエット

### OVA
- 仏教ものがたり 第1巻 - ナレーション

## 演じた俳優
- 松本岳 -『志村けんとドリフの大爆笑物語』（2021年、フジテレビ）